# ساياكا ياماموتو
ساياكا ياماموتو (باليابانية: 山本彩؛ بالكانا: やまもと さやか) هي عازفة قيثارة وعارضة ومغنية وممثلة يابانية، ولدت في 14 يوليو 1993 في أوساكا في اليابان.

## وصلات خارجية
- الموقع الرسمي
- ساياكا ياماموتو على موقع IMDb (الإنجليزية)
- ساياكا ياماموتو على موقع ميوزك برينز (الإنجليزية)
- ساياكا ياماموتو على موقع ديسكوغز (الإنجليزية)
- ساياكا ياماموتو على موقع ديسكوغز (الإنجليزية)